# Vanessa del Río
Vanessa del Río, nombre artístico de Ana María Sánchez (Harlem, Nueva York; 31 de marzo de 1952), es el nombre artístico de una actriz pornográfica estadounidense.

## Primeros años
Vanessa del Río se crio en Harlem, Nueva York, hija de inmigrantes cubanos y puertorriqueños. Su madre la llevaba a ver películas de la actriz Isabel Sarli quien acrédita como una gran influencia en su vida.

## Carrera profesional
Del Río comenzó a aparecer en películas para adultos en 1974. En más de 25 años de carrera, del Río, ha aparecido en más de 100 películas pornográficas y en varios vídeos musicales, en particular, "Get Money" de Junior M.A.F.I.A..
A pesar de que se retiró del cine para adultos en 1986, debido en parte al temor de la prevalencia del sida en el momento, regresó poco después, y continuó su carrera porno hasta 1999. Después, sigue estando activa en la industria del entretenimiento para adultos a través de su sitio web y haciendo apariciones especiales en entregas de premios y convenciones. Durante y después de su carrera porno, ella apareció en varios programas de TV como ella misma, incluyendo un episodio en 1996 de NYPD Blue.
Está considerada una de las estrellas de la Edad de Oro del Porno en Estados Unidos.

## Filmografía
| - Macario Leyva(México) - 1999 - Whack Attack 5 (video) - 1999 - Dirty Bob's Xcellent Adventures 29 (vido) - 1997 - Daughters of Discipline (video) - 1993 - A Taste of Vanessa (video) - 1990 - Corruption (video) - Edna 1990 - Backdoor Bonanza 14 (video) - 1989 - Rear Busters (video) - 1988 - Doctor Lust - 1987 - Amazing Sex Stories 2 - 1987 - Afro Erotica 19 (video) - 1987 - Play Me Again Vanessa - 1986 - Hot Shorts: Vanessa Del Río (video) - 1986 - Hot Shorts: Seka (video) - 1986 - The Devil in Miss Jones 3: A New Beginning (video) - 1986 - Deep Inside Vanessa del Río - 1986 - Beyond Desire - 1986 - Behind the Brown Door - 1986 - Best of Hot Shorts 1 - 1985 - Viva Vanessa the Undresser - 1984 - Vanessa: Maid in Manhattan - 1984 - Jacquette - 1984 - Aphrodesia's Diary - 1984 - Sister Midnight - 1984 - When She Was Bad - 1983 - Snow Honeys - 1983 - Silk Satin and Sex (video) - 1983 - Private Nurse - 1983 - Corruption - 1983 - Babylon Gold - 1983 - Top Secret - 1982 - Swedish Erotica 44 - 1982 - Swedish Erotica 43 - 1982 - Real Estate - 1982 - Puerto Rico - 1982 | - Foxtrot - 1982 - Double Pleasure - 1982 - Dirty Looks - 1982 - Blue Voodoo (video) - 1982 - Bizarre Moods - 1982 - Between the Sheets - 1982 - The Love-In Arrangement - 1981 - Oriental Madam - 1981 - The Pink Ladies - 1981 - Swedish Erotica 20 - 1981 - Swedish Erotica 29 - 1981 - The Tale of Tiffany Lust - 1981 - Lips - 1981 - Erotic World of Vanessa - 1981 - Spittoon - 1981 - A Scent of Heather - 1981 - Beauty - 1981 - Bizarre Styles - 1981 - The Dancers - 1981 - Dracula Exótica - 1981 - Vanessa's Hot Nights - 1980 - Sue Nero's Fantasies (video) - 1980 - Platinum Paradise - 1980 - Magic Girls - 1980 - Luscious - 1980 - Girls U.S.A. - 1980 - The Filthy Rich - 1980 - Angie, Undercover Cop - 1980 - Afternoon Delights - 1980 - Justine: A Matter of Innocence - 1980 - Co-Ed Fever - 1980 - Women in Love - 1979 - Tigresses... and Other Maneaters - 1979 - N.Y. Babes - 1979 - Jack 'n' Jill, Part 1 - 1979 - Her Name Was Lisa - 1979 - Fulfilling Young Cups - 1979 | - Babylon Pink - 1979 - Anal Ultra Vixens - 1979 - Too Young to Care - 1978 - Take Off - 1978 $250K - The Final Test - 1978 - Emergency Nurse - 1978 - Teenage Bikers - 1977 - Joy of Humiliation - 1977 - The Fire in Francesca - 1977 - Blue Voodoo - Actress 1977 - Odyssey, the Ultimate Trip - 1977 - Reunion - Donna 1977 - Cherry Hustlers - 1977 - Breaker Beauties - 1977 - Joint Venture - 1977 - Hot Wired Vanessa - 1976 - Crystal Ball - 1976 - Forbidden Ways - 1976 - Fury in Alice - 1976 - The Night of Submission - 1976 - Sin of Lust - 1976 - Appointment with Agony - 1976 - Midnight Desires - 1976 - Dominatrix Without Mercy - 1976 - Virgin Snow - 1976 - Temptations - 1976 - Domination Blue - 1976 - That Lady from Rio - 1976 - Come with Me, My Ghost - 1976 - Rape Victims - 1975 - Tell, Teach and Show - 1975 - Sex Seance - 1975 - Gulp - 1975 - China Doll - Actress 1974 - Perverted Pasión - 1974 - Bizarre Thunder - |